# Rudolf Hartmann (reżyser)
Rudolf Hartmann (ur. 11 października 1900 w Ingolstadt, zm. 26 sierpnia 1988 w Monachium) – niemiecki reżyser operowy.

## Życiorys
Studiował scenografię w Monachium, w zakresie reżyserii był samoukiem. Był kolejno dyrektorem teatrów w Altenburgu (1924–1927), Gerze (1927–1928), Norymberdze (1928–1934 i 1946–1956). Pełnił także funkcję dyrektora Staatsoper w Berlinie (1934–1937) i Bayerische Staatsoper w Monachium (1937–1944). Od 1952 do 1967 roku pełnił ponadto funkcję superintendenta bawarskich teatrów operowych. Współpracował z Clemensem Kraussem. Przygotował realizację prapremierowych przedstawień oper Richarda Straussa Dzień pokoju (1938), Capriccio (1942) i Miłość Danae (1952). Przygotował także inscenizację Kawalera srebrnej róży na pierwszy powojenny festiwal w Salzburgu (1946) i Śpiewaków norymberskich na pierwszy powojenny festiwal w Bayreuth (1951).
W 1975 roku opublikował swoje wspomnienia Das geliebte Haus: Mein Leben mit der Oper. Ponadto był autorem prac Regie und Bühnenbild heute (Stuttgart 1977) i Richard Strauss: Die Bühnenwerke von der Uraufführung bis heute (Monachium–Fryburg 1980). W 1984 roku ukazała się jego korespondencja z Richardem Straussem w redakcji Roswithy Schlötterer pt. Richard Strauss–Rudolf Hartmann: Ein Briefwechsel.